# シュテファン・ツヴァイク
シュテファン・ツヴァイク（ツワイクとも。独: Stefan Zweig, [tsvaɪk], 発音例, 1881年11月28日 - 1942年2月22日）は、オーストリアのユダヤ系作家・評論家である。
1930年代から40年代にかけて大変高名で、多くの伝記文学と短編、戯曲を著した。特に伝記文学の評価が高く、『マリー・アントワネット』や『メアリー・スチュアート』『ジョゼフ・フーシェ』などの著書がある。
第一次世界大戦直後のアメリカで、ツヴァイクの小説の無許可の翻訳が出版された際には、対独感情の悪化を理由に、"Stephen Branch"（ツヴァイクの本名の英訳）」という仮名で刊行された。

## 生涯
ツヴァイクは、ウィーンできわめて富裕なユダヤ系織物工場主であるモーリッツ・ツヴァイクと、妻（イタリア人の銀行家の一族出身）のイダとの間に生まれた。ウィーン大学で哲学と文学史を学び、1904年に博士論文「イッポリート・テーヌの哲学」で哲学博士号を取得した（この博士号は1941年、ナチス支配下のオーストリアで「人種的理由から」剥奪され、2003年4月になって回復された）。
ツヴァイクは世紀末ウィーンの優れた文化的環境のもとで、ギムナジウム時代から文学、芸術に親しんでいた。ホーフマンスタールの流れを汲む新ロマン主義（派）風の叙情詩人として出発する。詩集『銀の弦』（原題 Silberne Saiten、1901年）で文壇にデビュー。当時の前衛運動である青年ウィーン運動に関与した。
第一次世界大戦開戦後、兵役を免れたツヴァイクはオーストリアの戦時文書課の軍務につき、混迷する世間から引っ込んで暮らそうとした。だが、ガリツィアの戦禍に触れたこと、ロマン・ロランとの交際などから反戦への著述活動を活発化させる。反戦劇『エレミヤ』（原題 Jeremias）の初演を機に中立国であったスイスのチューリッヒに渡る。その後『ウィーン新自由新聞』（原題 Neue Freie Presse）の特派員として記事を送ることを条件にスイスに留まり、ロランらともに反戦平和と戦後の和解に向けた活動に従事する。
第一次大戦後はオーストリアに戻り、1919年から1934年までザルツブルクに滞在する。ザルツブルクでの住居はカプチーナベルクのパッシンガー城であった。1920年にフリデリケ・フォン・ヴィンターニッツ（Friderike von Winternitz）と結婚する。以降広く知識人と交わり始め、ヨーロッパの精神的独立のために尽力した。この期間には多くの代表作が書かれ、中でも1927年の『人類の星の時間』はドイツ語圏では、彼の代表作とされている。1928年にはソヴィエト連邦を旅行して、マクシム・ゴーリキーと交際する。1930年にはアメリカに旅行し、亡命中のアルベルト・アインシュタインに面会して 『精神による治療』（原題：Heilung durch den Geist）を献呈する。1933年ヒトラーのドイツ帝国首相就任の前後からオーストリアでも反ユダヤ主義的雰囲気が強まり、1934年に武器所有の疑いでザルツブルクの自宅が捜索を受けたことを機に、ユダヤ人で平和主義者だったツヴァイクはイギリスへ亡命する。
ツヴァイクはその後、英国（バースとロンドン）に滞在し、1940年に米国へ移った。1941年にはブラジルへ移住。1942年2月22日、ヨーロッパとその文化の未来に絶望して、ブラジルのペトロポリスで、1939年に再婚した2番目の妻であるロッテ（Charlotte Altmann）とともに、バルビツール製剤の過量摂取によって自殺した。死の1週間前には、旧日本軍によるシンガポール陥落の報に接し（シンガポールの戦い）、同時期にリオデジャネイロのカーニバルを見ており、自分達のいる所とヨーロッパとアジアで行なわれている現実のギャップに耐え切れず、ますます悲観したようである。
遺著となった『昨日の世界』は、自身の回想録で、著者が失われたものと考えたヨーロッパ文明への賛歌でもあり、今日でも20世紀の証言としても読まれている。
作曲家のリヒャルト・シュトラウスが、ナチ政権下で自身の作品歌劇『無口な女』（原題 Die schweigsame Frau）における、台本作家としてのツヴァイクの名前のクレジットを守るために戦ったことは良く知られている。このため、アドルフ・ヒトラーは予定されていたこの歌劇の初演への出席を取りやめ、結局この歌劇は、3回の公演後に上演禁止とされた。
2009年3月になってツヴァイクの死に1つの説が出てきた。それはアメリカ海軍が新型駆逐艦に「シュテファン・ツヴァイク」の名前を付けようとして、その事を知ったツヴァイクがますます絶望したという説である。その抗議の手紙（手紙の主は、ツヴァイクと親交があった作家トーマス・マンであったと思われる）により、アメリカ海軍作戦部長アーネスト・キングは、新型駆逐艦にツヴァイクの名前を付ける事を取りやめる命令をしたという。
情報理工学の研究者にして歌人の坂井修一は「ツヴァイクにマンに亡命の地はありき世界ひといろわれらには無し」という歌を詠んでいる。

## 主要作品
- 1901年 Silberne Saiten（『銀の弦』、詩集）
- 1907年 Tersites（『テルジテス』、戯曲）
- 1917年 Jeremias（『エレミヤ』、戯曲）
- 1920年 Drei Meister（『三人の巨匠』、評伝）
- 1922年 Amok（『アモク』、短編集）
- 1925年 Der Kampf mit dem Dämon（『デーモンとの闘争』、評伝）
- 1927年 Verwirrung der Gefühle（『感情の混乱』、短編集）
- 1927年 Sternstunden der Menschheit（『人類の星の時間』[1]、歴史的短編集:全5作）
  - 1943年 Sternstunden der Menschheit（『人類の星の時間』、歴史的短編集：全12作、上記を増補）
- 1928年 Drei Dichter ihres Lebens（『三人の自伝作家』、評論）
- 1929年 Joseph Fouché（『ジョゼフ・フーシェ』、評伝）
- 1932年 Marie Antoinette（『マリー・アントワネット（英語版）』、評伝）[注 2]
- 1934年 Triumph und Tragik des Erasmus von Rotterdam（『エラスムスの勝利と悲劇』、評伝）
- 1935年 Maria Stuart（『メアリー・スチュアート（フランス語版）』、評伝）
- 1936年 Castellio gegen Calvin. Ein Gewissen gegen die Gewalt

（『権力とたたかう良心』、評伝：ジャン・カルヴァンの宗教独裁に反対したセバスチャン・カステリョを扱う）。
- 1939年 Ungeduld des Herzens（『心の焦燥』、小説）
- 1942年 Die Welt von Gestern（『昨日の世界（英語版）』、回想）
- 1942年 Schachnovelle（『チェスの話』、中編）
- 没後 Honore de Balzac（『バルザック』、評伝。未完の大作）

### オペラ
ツヴァイクが台本またはその原案を作ったオペラ。いずれもリヒャルト・シュトラウスの作曲。
- 無口な女（ドイツ語版）（1935年初演）
- 平和の日（ドイツ語版）（1936年初演、台本はヨーゼフ・グレゴール（ドイツ語版））

### 主な日本語訳
全集
- 『ツヴァイク全集』、みすず書房（全21巻）[注 3]、新版 1979年 - 1980年。第1巻：ISBN 978-4-622-00001-3 - 第21巻：ISBN 978-4-622-00021-1

以下は新装版（みすず書房）
- 「伝記文学コレクション」（全6巻、1998年8月 - 11月。第1巻：ISBN 978-4-622-04661-5 - 第6巻：ISBN 978-4-622-04666-0）
  - 「1 マゼラン / アメリゴ」、「2 ジョゼフ・フーシェ」
  - 「3・4 マリー・アントワネット」
  - 「5 メリー・スチュアート」。グーテンベルク21（上下）で再刊
  - 「6 エラスムスの勝利と悲劇」
- 「人類の星の時間」 片山敏彦訳、みすずライブラリー、1996年9月。ISBN 978-4-622-05006-3。グーテンベルク21（電子書籍）で再刊
- 「昨日の世界 I・II」 原田義人訳、みすずライブラリー、1999年3月。ISBN 978-4-622-05034-6, 978-4-622-05035-3。グーテンベルク21で再刊
- 「チェスの話 ツヴァイク短篇選」 関楠生・内垣啓一ほか訳、みすず書房〈大人の本棚〉、2011年8月。ISBN 978-4-622-08091-6。
- 「女の二十四時間 ツヴァイク短篇選」 大久保和郎ほか訳、みすず書房〈大人の本棚〉、2012年6月。ISBN 978-4-622-08501-0。

その他
- 『歴史の決定的瞬間』辻瑆（ひかる）訳、白水社、1969年。全国書誌番号:64009331、NCID BN05192709。
  - 白水社、新版1997年10月。ISBN 978-4-560-02806-3。「人類の星の時間」の抄訳版
- 『バルザック』水野亮 訳、早川書房、1959年6月。全国書誌番号:59010494、NCID BN05553625。
  - 新版・早川書房、1980年4月。中公文庫（上下）、2023年11月。ISBN 978-4-12-207445-3, 978-4-12-207446-0。電子書籍も刊
- 『ジョゼフ・フーシェ ある政治的人間の肖像』秋山英夫、高橋禎二 訳
  - 岩波文庫、1979年3月、改版2011年12月。NCID BN00904686、ISBN 978-4-00-324374-9。
  - 『ジョゼフ・フーシェ ある政治的人間の肖像』山下肇・山下萬里 訳、中公文庫、2024年7月[注 4]
  - 『ジョゼフ・フーシェ』福田宏年訳、グーテンベルク21で再刊
- 『マリー・アントワネット』
  - 秋山英夫、高橋禎二 訳、岩波文庫（上下）、1980年
  - 中野京子 訳、角川文庫（上下）、2007年。電子書籍、2016年
  - 関楠生 訳、河出文庫（上下）、新版2006年。グーテンベルク21（上下）で再刊
- 『変身の魅惑』飯塚信雄 訳、朝日新聞出版、1986年4月。ISBN 978-4-02-255498-7。
- 『ツヴァイク短篇小説集』長坂聡 訳、平原社、2001年2月。ISBN 978-4-938391-25-6。
- 『聖伝』宇和川雄、籠碧 訳、幻戯書房〈ルリユール叢書〉、2020年。ISBN 978-4-86-488205-7。
- 『過去への旅 チェス奇譚』杉山有紀子 訳、幻戯書房〈ルリユール叢書〉、2021年。ISBN 978-4-86-488223-1。
- 『四人の巨匠』柴田翔ほか訳、「グーテンベルク21」で再刊 - バルザック、ディケンズ、ドストエフスキー、モンテーニュの4者
  - ※他に『マゼラン』関楠生・河原忠彦訳が同・再刊

資料文献
- 『未来の国ブラジル』宮岡成次 訳、河出書房新社、1993年1月。ISBN 978-4-309-22239-4。
- 『ツヴァイク日記 1912-1940』クヌート・ベック編、藤原和夫 訳、東洋出版、2012年12月。ISBN 978-4-8096-7675-8。のち電子書籍化

## 映像化作品
- 原作 - 小説『未知の女の手紙（ドイツ語版、英語版）』
  - 忘れじの面影（1948年、アメリカ映画）
  - 見知らぬ女からの手紙（2004年、中国映画）
- 原作 - 小説『マリー・アントワネット』
  - マリー・アントアネットの生涯（1938年、アメリカ映画）
- 原作 - 小説Reise in die Vergangenheit
  - A Promise（2013年、フランス映画）

## 伝記
- 河原忠彦『シュテファン・ツヴァイク―ヨーロッパ統一幻想を生きた伝記作家』中央公論社〈中公新書〉、1998年2月。ISBN 978-4-12-101404-7。 NCID BA34727295。
- 藤原和夫『追想のツヴァイク 灼熱と遍歴〈青春編〉』東洋出版、2008年11月。ISBN 978-4-8096-7583-6。

## 関連作品
- 『シュテファン・ツヴァイク』 - ゼルマ・メーアバウム＝アイジンガー（ユダヤ系ドイツ語詩人）が1941年12月24日に作った詩。
- 『ベルサイユのばら』 - 池田理代子による漫画。ツヴァイク『マリー・アントワネット』を参考にしている。